# ハワード・マクファーレン
ハワード・マクファーレン（英語: Howard McFarlane、1894年11月13日 - 1983年3月6日）は、イギリスのジャズ・トランペット奏者。

## 人物
マクファーレンは1894年ロンドンで生まれた。1919年から1920年代初頭までは映画館で演奏を行っていた。その後、1924年にアレックス・ハイド楽団での演奏をドイツにて録音している。この楽団は1920年代のうちに解散したが、マクファーレンはドイツに留まり、ベルナール・エット（Bernard Etté）と1924年から1926年まで、ダヨス・ベラ（Dajos Béla）と1925年から1932年まで共演し、1926年から1927年までの間はリーダーとして録音に参加した。1933年から1934年まではイギリスに戻りジャック・ジャクソンと組んだ。ベラと再びアルゼンチンで1935年から1937年まで活動した後、1937年から1940年までヨーロッパ・ツアーを行った。その後、BBCダンス・オーケストラに加入し、1940年から1957年まで活動した、1983年3月6日、ロンドン市内で死去。

## 参考資料
- Rainer E. Lotz, "Howard McFarlane". The New Grove Dictionary of Jazz.